# Saint-Vigor-des-Monts
Saint-Vigor-des-Monts – miejscowość i gmina we Francji, w regionie Normandia, w departamencie Manche.
Według danych na rok 1990 gminę zamieszkiwało 280 osób, a gęstość zaludnienia wynosiła 18 osób/km² (wśród 1815 gmin Dolnej Normandii Saint-Vigor-des-Monts plasuje się na 613. miejscu pod względem liczby ludności, natomiast pod względem powierzchni na miejscu 216.).